# Bangkiemdé-Bangré (Boussouma)
Pour les articles homonymes, voir Bangkiemdé-Bangré.
Bangkiemdé-Bangré est une localité située dans le département de Boussouma de la province du Sanmatenga dans la région Centre-Nord au Burkina Faso.

## Éducation et santé
Le centre de soins le plus proche de Bangkiemdé-Bangré est le centre médical avec antenne chirurgicale (CMA) de Boussouma tandis que le centre hospitalier régional (CHR) se trouve à Kaya.
Le village possède un centre d'alphabétisation